# Reiner Zimmer

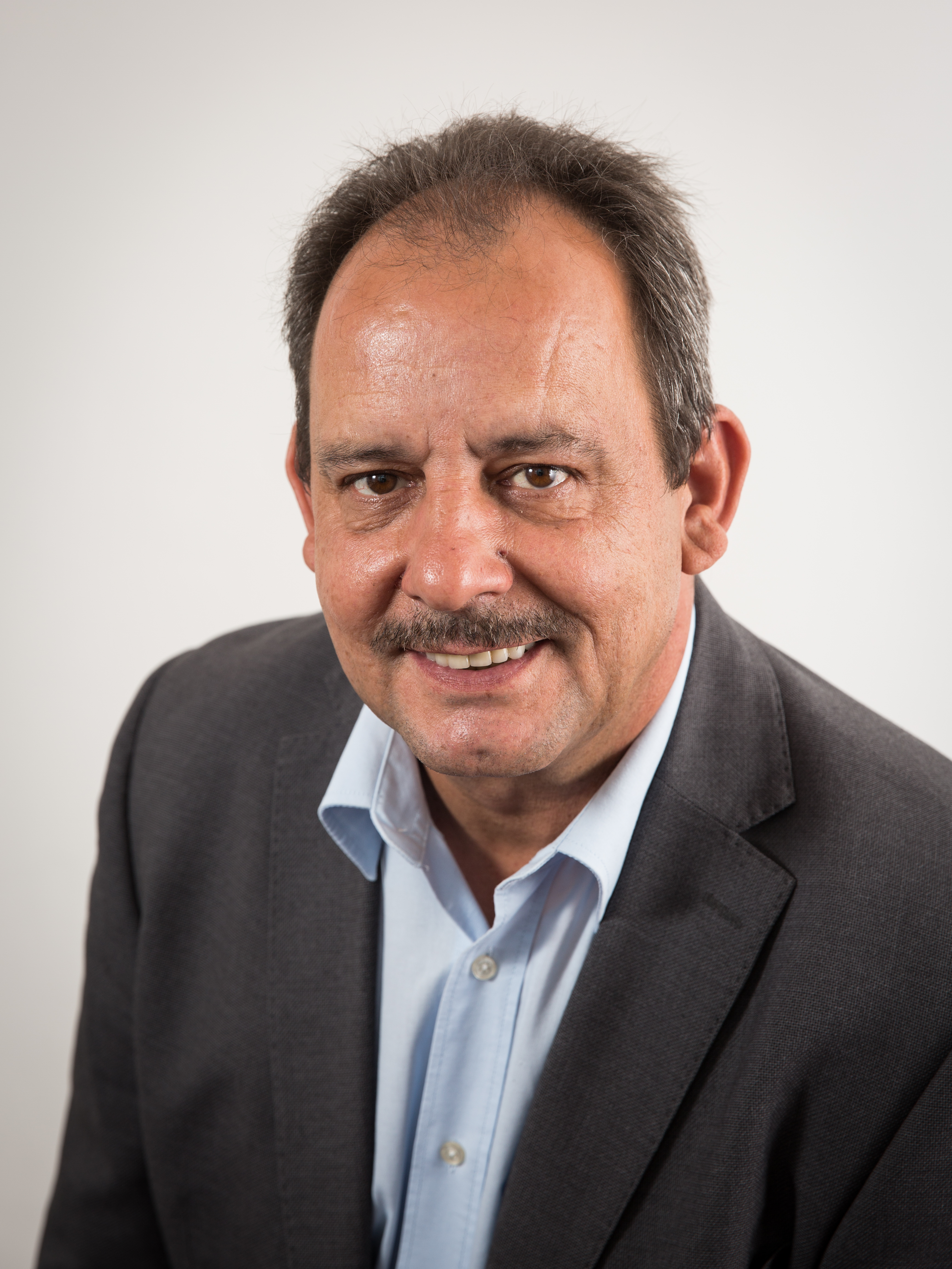
Reiner Zimmer (2017)

Reiner Zimmer (* 14. Dezember 1964 in Heusweiler) ist ein deutscher Politiker (SPD). Von 2017 bis 2022 war er Abgeordneter im Landtag des Saarlandes.

## Leben und Wirken
Nach einer Ausbildung zum Bergmechaniker bei den Saarbergwerken (1982 bis 1984) arbeitete Zimmer in der Grube Luisenthal und absolvierte in den Jahren 1988 bis 1991 ein Studium des Bergbaus an der Fachhochschule für Bergbau Saar, das er als Dipl.-Ingenieur Bergbau (FH) abschloss. Vor seinem Einzug in den Landtag war Zimmer Angestellter der RAG Aktiengesellschaft und als Brandschutz-, Explosionsschutz- und Wettersteiger für die technische Betriebssicherheit im Bergwerk Saar zuständig. Im Dezember 2018 wurde ihm das Grubenwehr-Ehrenzeichen in Gold für seine langjährige ehrenamtliche Tätigkeit im Grubenrettungswesen verliehen.
Im Jahr 1997 trat Zimmer in die Sozialdemokratische Partei Deutschlands (SPD) ein. Er ist Vorstandsmitglied des Ortsvereins Wahlschied (seit 2001), des Gemeindeverbandes Heusweiler (seit 2006) und des Kreisverbandes Saarbrücken-Land (seit 2014). Zudem gehört Zimmer seit 2007 dem Heusweiler Gemeinderat an und ist seit 2009 Ortsvorsteher von Wahlschied. Bei der Landtagswahl im Saarland am 26. März 2017 trat Zimmer für die SPD auf Platz 3 der Wahlkreisliste des Wahlkreises Saarbrücken an, wodurch ihm der Einzug als Abgeordneter in den 16. Landtag des Saarlandes gelang. Zimmer war dort Vorsitzender des Ausschusses für Justiz, Verfassungs- und Rechtsfragen sowie Wahlprüfung und gehörte darüber hinaus folgenden ständigen Ausschüssen als Mitglied an:
- Ausschuss für Wissenschaft, Forschung und Technologie
- Ausschuss für Bildung, Kultur und Medien
- Ausschuss für Wirtschaft, Arbeit, Energie und Verkehr
- Ausschuss für Grubensicherheit und Nachbergbau

Bei der Landtagswahl 2022 trat er nicht mehr an.
Zimmer ist seit dem Jahr 1982 Mitglied der IG Bergbau, Chemie, Energie (IG BCE), engagiert sich im Deutschen Gewerkschaftsbund (DGB) und der parteiinternen Arbeitsgemeinschaft für Arbeit (AfA). Er ist verheiratet und hat zwei Kinder.